# NGC 929
NGC 929 ist eine Spiralgalaxie vom Hubble-Typ Sa im Sternbild Walfisch südlich der Ekliptik. Sie ist schätzungsweise 214 Millionen Lichtjahre von der Milchstraße entfernt und hat einen Durchmesser von etwa 60.000 Lj.
Im selben Himmelsareal befindet sich u. a. die Galaxie IC 224.
Das Objekt wurde im Jahr 1886 von Frank Muller entdeckt.